# Fundacja Aktywizacja
Fundacja Aktywizacja (przedtem Fundacja Pomocy Matematykom i Informatykom Niesprawnym Ruchowo) – organizacja pozarządowa zajmującą się aktywizacją i edukacją osób niepełnosprawnych poprzez wykorzystanie technologii komunikacyjno-informatycznych. Powstała w 1990 roku z inicjatywy środowiska matematyków i informatyków Polskiej Akademii Nauk przy współudziale Polskiego Towarzystwa Informatycznego.
Działa wielowymiarowo – począwszy od tworzenia nowoczesnych narzędzi edukacyjnych i organizacji szkoleń, poprzez doradztwo (zawodowe, prawne i psychologiczne), po pomoc w znalezieniu zatrudnienia. Specjalizuje się w wykorzystywaniu nowoczesnych technologii w edukacji i aktywizacji. Podejmuje inicjatywy zapobiegające marginalizacji środowiska, wspiera osoby niepełnosprawne w ekonomicznym usamodzielnianiu się i w dążeniu do samorealizacji. Od 2004 roku jest organizacją pożytku publicznego.
24 września 2013 roku zmieniła nazwę z Fundacja Pomocy Matematykom i Informatykom Niesprawnym Ruchowo na Fundacja Aktywizacja.
Była pierwszą organizacją w Polsce wykorzystującą technologie ICT do realizacji działań na rzecz osób niepełnosprawnych.

## Działalność
Fundacja działa na terenie całej Polski w oparciu o 7 Centrów Edukacji i Aktywizacji Zawodowej Osób Niepełnosprawnych, które ulokowane są w: Warszawie, Białymstoku, Bydgoszczy, Opolu, Łodzi, Rzeszowie oraz Poznaniu.
- pomaga osobom z wszystkimi rodzajami niepełnosprawności, z zachowaną normą intelektualną,
- świadczy usługi pośrednictwa pracy, prowadzi bazę pośrednictwa pracy online, Agencję Zatrudnienia (certyfikat 947/1a) i Agencję Doradca Personalnego (certyfikat 947/2),
- organizuje rozmaite szkolenia komputerowe, zawodowe oraz warsztaty umiejętności społecznych i seminaria prawne, których celem jest podniesienie umiejętności osób niepełnosprawnym celem znalezienia zatrudnienia na otwartym rynku pracy, prowadzi także edukację w trybie blended learning oraz e-learning,
- pomaga firmom i instytucjom znaleźć i zrekrutować odpowiednich niepełnosprawnych pracowników oraz uzyskać dopłaty do wynagrodzeń,
- prowadzi działalność gospodarczą, z której cały zysk przeznaczany jest na działania statutowe[3],
- nadzoruje 404 Centrami Kształcenia na Odległość na Wsiach, zwanych e-Centrami – gdzie mieszkańcy wsi mogą zdobywać kwalifikacje zawodowe dzięki różnorodnym szkoleniom[4],
- organizuje konferencje, spotkania, debaty, podczas których omawiane są ważne kwestie związane z osobami niepełnosprawnymi, m.in. problem wykluczenia cyfrowego osób z niepełnosprawnością[5] czy sytuacja niepełnosprawnych z terenów wiejskich i małomiasteczkowych[6],
- tworzy raporty, analizy i ekspertyzy poświęcone m.in. niepublicznym agencjom zatrudnienia osób niepełnosprawnych[7] czy sytuacji społecznej i zawodowej młodych osób z niepełnosprawnością[8]
- jest organizacją ekspercką, której przedstawiciele udzielają się w pracach Zespołu ds. Osób Niepełnosprawnych przy Ogólnopolskiej Federacji Organizacji Pozarządowych, Zespołu ds. Funduszy Europejskich w latach 2014-2020, Forum Dostępnej Cyberprzestrzeni, Komisji Dialogu Społecznego ds. Poradnictwa Specjalistycznego przy UM m.st. Warszawy, Komisji Dialogu Społecznego ds. Osób Niepełnosprawnych przy UM m.st. Warszawy, Komisji ds. Dostępności Przestrzeni Miejskiej przy Prezydencie Miasta Białegostoku w ramach Federacji Organizacji Pozarządowych Miasta Białystok, Sieci „Równość i różnorodność – praktycznie”,
- jest zrzeszona w następujących federacjach: Ogólnopolska Federacja Organizacji Pozarządowych, Koalicja na Rzecz Osób z Niepełnosprawnością, Telecentre Europe, Creative Communication Cluster, Employability Alliance, Forum Dostępnej Cyberprzestrzeni, Federacja Organizacji Służebnych MAZOWIA, Federacja Organizacji Pozarządowych Miasta Białystok, Opolskie Forum Organizacji Socjalnych, Koalicja Otwartej Edukacji, Federacja Opolskich Organizacji Pozarządowych.

### Szkolenia, doradztwo, pośrednictwo pracy
Centra Edukacji i Aktywizacji Zawodowej Osób Niepełnosprawnych prowadzą trzy podstawowe typy działań:
- poradnictwo zawodowe, prawne i psychologiczne (realizowane w formie indywidualnych konsultacji oraz zajęć warsztatowych),
- edukacja – głównie szkolenia z zakresu obsługi komputera i Internetu, obsługi programów graficznych i przedsiębiorczości,
- pośrednictwo pracy obejmujące pomoc w znalezieniu pracy osobie niepełnosprawnej, współpracę z pracodawcami i wsparcie ich procesie zatrudniania niepełnosprawnych pracowników.

Dzięki stworzonemu w Fundacji kompleksowemu modelowi wsparcia osób niepełnosprawnych, obejmującemu poradnictwo, szkolenia oraz pośrednictwo pracy, możliwe stało się zoptymalizowanie działań. Celem wypracowanego modelu jest udzielenie pomocy jak najlepiej dopasowanej do potrzeb danej osoby i tym samym ułatwienie jej wejścia na rynek pracy.

### Projekty
- Wsparcie środowiska osób niepełnosprawnych z terenów wiejskich i małomiasteczkowych – zadaniem projektu jest przeprowadzenie ogólnopolskich, kompleksowych działań aktywizujących zawodowo i społecznie osoby niepełnosprawne z terenów małych miast i wsi.
- Od samodzielności do aktywności zawodowej – celem projektu jest zwiększenie poziomu samodzielności ponad 1800 osób z niepełnosprawnością z całego kraju poprzez nabycie nowych kompetencji i umiejętności społecznych.
- Centrum Edukacji i Aktywizacji Zawodowej Osób Niepełnosprawnych – Oddziały Bydgoszcz i Łódź – celem projektu jest rozwój umiejętności zawodowych i kompetencji społecznych niezbędnych na rynku pracy.
- Kompetencje ICT szansą dla grup defaworyzowanych na podlaskim rynku pracy – projekt ten daje możliwość uzyskania certyfikatu ECDL Core przez mieszkańców Podlasia.
- Kompetencje ICT dla osób niepełnosprawnych w województwie opolskim – celem projektu jest wsparcie 160 mieszkańców Opolszczyzny w nabyciu kompetencji ICT, umożliwiających zaistnienie na rynku pracy lub powrót do zatrudnienia.
- Przedsiębiorczy niepełnosprawni – celem projektu jest podniesienie aktywności zawodowej osób niepełnosprawnych z województwa łódzkiego poprzez stworzenie im dogodnych warunków do samozatrudnienia i utrzymania własnej firmy przez 12 miesięcy.
- Studium projektowania graficznego i multimediów – celem projektu jest kompleksowe przygotowanie do wykonywania zawodu projektanta grafiki komputerowej.
- Profesjonalni niepełnosprawni – projekt zakłada przeprowadzenie warsztatów i szkoleń zawodowych dla niepełnosprawnych mieszkańców z gmin Hajnówka i Rutki w woj. podlaskim.
- Aktywni od zaraz. Staże i szkolenia specjalistyczne dla osób niepełnosprawnych – jest to projekt skierowany do 30 osób niepełnosprawnych, bezrobotnych lub nieaktywnych zawodowo z województwa opolskiego, zamieszkujących gminy: Gogolin, Paczków, Tułowice.
- E-pracownik - specjalista ds. promocji i sprzedaży w Internecie] – jest to projekt przygotowujący uczestników do pracy jako specjalista ds. promocji i sprzedaży w Internecie.
- Integracja społeczna i przygotowanie do pracy osób z autyzmem zatrudnionych w ZAZ i uczestników Klubu FORUM – celem tego projektu, realizowanego w partnerstwie z Fundacją Synapsis, jest pomoc osobom z autyzmem w znalezieniu zatrudnienia.
- Akademia kompetencji ICT na Podkarpaciu – celem projektu jest podniesienie kompetencji ICT 200 osób niepełnosprawnych w wieku 18-64 lata z terenu Podkarpacia.
- Postaw na samodzielność – program aktywizacji zawodowej i społecznej niepełnosprawnych mieszkańców miasta Warszawy - projekt ukierunkowany jest na aktywizację zawodową i społeczną 250 niepełnosprawnych mieszkańców Warszawy.
- Młodzi → Aktywni → Zatrudnieni – jest realizowany dzięki wsparciu firmy Microsoft w ramach globalnej inicjatywy YouthSpark.
- Akademia Liderów Integracji Cyfrowej i Edukacji - ALICE – to cykl szkoleń dla pracowników Publicznych Punktów Dostępu do Internetu (PIAP-ów), m.in. Centrów Edukacji i Aktywizacji Zawodowej Osób Niepełnosprawnych, Centrów Kształcenia na Odległość na Wsiach (e-Centrów) oraz bibliotek publicznych.
- E-mocni: cyfrowe umiejętności, realne korzyści – celem projektu jest zwiększenie umiejętności korzystania z internetu (w tym z e-usług publicznych), ), ponad 18 000 dorosłych, którzy nie korzystali dotychczas z możliwości, jakie daje komputer z dostępem do Internetu. Będziemy oferować tym osobom szkolenia, kursy e-learningowe oraz webinaria, a także wspierać lokalnych organizatorów szkoleń, trenerów i inne instytucje zainteresowane rozwojem edukacji cyfrowej w danej gminie.

### Programy
Fundacja realizuje Program e-Centra, który powstał z myślą o osobach mających problemy z dostępem do rozproszonych w Internecie zasobów edukacyjnych. Celem platformy e-Centra jest udostępnianie materiałów edukacyjnych, a także wymiana wiedzy, doświadczeń i dobrych praktyk pomiędzy poszczególnymi PIAP-ami, czyli Publicznymi Punktami Dostępu do Internetu.
Fundacja jest także jedną z organizacji zaangażowanych w partnerski Program „Włącz się", realizowany wspólnie z hiszpańską Fundacją "la Caixa". Opiera się on na innowacyjnej koncepcji współpracy między firmami społecznie zaangażowanymi a organizacjami pozarządowymi, których beneficjentami są osoby z grup marginalizowanych.

### Finansowanie
Projekty Fundacji Aktywizacja współfinansowane są głównie z funduszy Europejskiego Funduszu Społecznego oraz Państwowego Funduszu Rehabilitacji Osób Niepełnosprawnych.

## Historia
1990 Powołanie Fundacji Pomocy Matematykom i Informatykom Niesprawnym Ruchowo – fundatorzy to grupa matematyków i informatyków, Polska Akademia Nauk oraz Polskie Towarzystwo Informatyczne
1994–2005 Charytatywne Bale Informatyków – gościły corocznie przedstawicieli największych firm informatycznych i przedstawicieli środowiska informatyków, skupiając się na pozyskaniu funduszy na działalność na rzecz osób niepełnosprawnych
1996 Pierwszy portal dla osób niepełnosprawnych „Internet dla Niepełnosprawnych”
1997 Warsztaty Aktywizacji Zawodowej – pionierski program mający na celu aktywizację zawodową
1999–2007 „Kurier IdN”, pierwsza gazeta internetowa skierowana do środowiska niepełnosprawnych
2001 Nagroda Stowarzyszenia Dziennikarzy Polskich dla redaktor naczelnej Krystyny Karwickiej-Rychlewicz za gazetę internetową „Kurier IdN”
2002 Nagroda Tele@ przyznana przez organizację Fuga Mundi w kategorii „Innowacje w Edukacji i Pracy”
2003 Krzysztof Markiewicz, twórca IdN i przewodniczący Zarządu Fundacji, otrzymuje nagrodę Billa Gatesa, w uznaniu dla znaczenia społecznego i innowacyjności portalu
2004 Uzyskanie statusu Organizacji Pożytku Publicznego (OPP). Powstaje Centrum Edukacji i Aktywizacji Zawodowej Osób Niepełnosprawnych w Warszawie. Fundacja rozpoczyna prowadzenie jednej z pierwszych pozarządowych Agencji Pośrednictwa Pracy
2007 Inauguracja Programu e-Centra
2008 Początek projektu, w wyniku którego powstają 404 Centra Kształcenia na Odległość na Wsiach, tzw. e-Centra
2009 W Opolu i Białymstoku powstają Centra Edukacji i Aktywizacji Zawodowej Osób Niepełnosprawnych
2010 Program e-Centra zostaje wyróżniony podczas E-skills week pod patronatem Komisji Europejskiej
2012 W Łodzi i Bydgoszczy powstają Centra Edukacji i Aktywizacji Zawodowej Osób Niepełnosprawnych
2013 W Rzeszowie, Wrocławiu i Poznaniu powstają Centra Edukacji i Aktywizacji Zawodowej Osób Niepełnosprawnych. Fundacja rozpoczyna realizację największego w dotychczasowej historii ogólnopolskiego projektu aktywizacji zawodowej niepełnosprawnych mieszkańców miast i wsi. Następuje zmiana nazwy na Fundacja Aktywizacja.
2014 Agata Gawska, Wiceprezes Fundacji Aktywizacja, została powołana do Rady Rynku Pracy, jako stały przedstawiciel sektora organizacji pozarządowych zajmujących się problematyką rynku pracy.
2016 Fundacja Aktywizacja otrzymała tytuł „Lidera 25-lecia” w kategorii „Pracodawca”
2017 Agata Gawska powołana do Krajowej Rady Konsultacyjnej

## Zadania Fundacji
Misją Fundacji Aktywizacja jest usamodzielnienie i poprawa jakości życia osób niepełnosprawnych poprzez zintegrowane działania aktywizacyjne, zmianę postaw otoczenia oraz wykorzystanie technologii informacyjno-komunikacyjnych. Fundacja deklaruje, że wartościami, którymi się kieruje są: zaangażowanie, innowacyjność, doświadczenie, profesjonalizm i otwartość.
Priorytety Fundacji Aktywizacja to:
- podniesienie jakości i zwiększenie zasięgu działań związanych z aktywizacją zawodową i społeczną osób niepełnosprawnych,
- dywersyfikacja źródeł finansowania,
- rozwój pośrednich i bezpośrednich działań usamodzielniających, aktywizujących zawodowo i społecznie mieszkańców terenów wiejskich (w szczególności osoby niepełnosprawne),
- stworzenie wizerunku Fundacji jako lidera i eksperta w aktywizacji zawodowej osób niepełnosprawnych i e-integracji.

## Nagrody[9]
- Lodołamacze 2013 – I nagroda w kategorii Pracodawca Nieprzedsiębiorca za szczególną wrażliwość społeczną i promowanie aktywności osób niepełnosprawnych w różnych dziedzinach życia
- Wyróżnienie w konkursie „Wspólnie budujemy kapitał społeczny” dla programu e-Centra, realizowanego wspólnie z Microsoftem, za organizację najlepszych praktyk współpracy biznesu i organizacji pozarządowych (2013)
- Lodołamacze 2012 – II nagroda w kategorii Pracodawca Nieprzedsiębiorca za szczególne dokonania w zakresie zatrudniania osób z niepełnosprawnością i kształtowania wrażliwości społecznej
- Nagroda Prezydenta Miasta Opola za udział w konkursie „Trzeci Sektor w Mieście Opolu – zobaczcie, jacy jesteśmy” (2012)
- Nagroda Emil 2011 przyznawana przez Stowarzyszenie Bariery
- Wyróżnienie dla programu e-Centra podczas E-skills Week pod patronatem Komisji Europejskiej (2010)
- Wyróżnienie Dobre Praktyki za program na rzecz aktywizacji zawodowej i społecznej osób niepełnosprawnych, przyznane w projekcie „Wyrównywanie szans: Strategia działania w zmniejszaniu nierówności w zdrowiu w Europie”, realizowanym przez Europejskich Partnerów dla Równości w Zdrowiu (2006)
- Nagroda w konkursie Państwowego Funduszu Rehabilitacji Osób Niepełnosprawnych „Dobre Praktyki z zakresu rehabilitacji zawodowej” (2005)
- Nagroda Prezesa Microsoftu Billa Gatesa dla wieloletniego Przewodniczącego Zarządu Fundacji – Krzysztofa Markiewicza, twórcy Internetu dla Niepełnosprawnych (2003)
- Nagroda Tele@ przyznana przez organizację Fuga Mundi w kategorii Innowacje w Edukacji i Pracy (2002)
- Nagroda Stowarzyszenia Dziennikarzy Polskich dla redaktor naczelnej – Krystyny Karwickiej-Rychlewicz za gazetę internetową "Kurier IdN" (2001)
- Nagroda Pro Publico Bono za Najlepszą Inicjatywę Obywatelską (2000)
- Fundacja Aktywizacja otrzymała tytuł „Lidera 25-lecia” w kategorii „Pracodawca” (2016)